# غاري إيفانز (لاعب غولف)
غاري إيفانز (بالإنجليزية: Gary Evans)‏ هو لاعب غولف بريطاني، ولد في 22 فبراير 1969 في Rustington ‏ في المملكة المتحدة.

## وصلات خارجية
- غاري إيفانز على موقع رابطة أوروبا للاعبي الغولف المحترفين (الإنجليزية)
- غاري إيفانز على موقع التصنيف العالمي الرسمي للغولف (الإنجليزية)